# Селезнёв, Василий Петрович
Василий Петрович Селезнёв (9 апреля 1919, Москва — 20 сентября 2001, там же) — доктор технических наук, профессор, действительный член Академии космонавтики им. К. Э. Циолковского, инженер-полковник.

## Биография
Окончил МВТУ им. Баумана. Работал в Военно-воздушной инженерной академии им. Н. Е. Жуковского. Доктор технических наук, профессор ВВИА Н. Е. Жуковского, академик Академии космонавтики им. К. Э. Циолковского, инженер-полковник, изобретатель. Первые изобретения им были сделаны в довоенные студенческие годы во время практики на часовом заводе. В 1941 году, закончив 4-й курс МВТУ им. Баумана, ушел добровольцем на фронт. Осенью 1941 года окончил ускоренные курсы переподготовки гражданских инженеров в военные специалисты. За изобретение нового измерительного прибора для самолетов был оставлен на кафедре ВВИА им. Жуковского. Окончил МВТУ им. Баумана после войны. В 1947 году защитил кандидатскую диссертацию, а в 1963 году — докторскую. Работал в ВВИА им. Н. Е. Жуковского до 1969 года. Автор серии приоритетных статей по инерциальным системам навигации, опубликованных в журнале «Доклады Академии наук». Книги «Аэрологическое и метеорологическое обеспечение полетов» и «Основы космической навигации» являются специализированными учебниками, написанными В. П. Селезневым специально для обучения космонавтов. (Были подготовлены В. П. Селезнёвым по инициативе М. В. Келдыша). В 60-е годы часто выступал по ТВ вместе с космонавтами. В течение 10 лет руководил Учебным центром всей авиационной промышленности. Несколько лет был председателем секции общей физики в Московском обществе испытателей природы (МОИП). Отрицатель теории относительности.
Умер 20 сентября 2001 года на 81-м году жизни. Похоронен на Николо-Архангельском кладбище.

## Основные работы
- Селезнёв В. П. Руководство к лабораторным работам по курсы «Детали приборов». Издание ВВИА им. Н. Е. Жуковского, 1946. 65 с. Под редакцией Д. Ю. Панова.
- Селезнёв В. П., Фридлендер Г. О. Пилотажные манометрические приборы, компасы и автоштурманы. М.: Оборонгиз, 1953. 368 с.
- Селезнёв В. П. Средства автономной навигации летательных аппаратов. Издание ВВИА им. Н. Е. Жуковского, 1959. 200 с.
- Селезнёв В. П. Инерциальная навигация летательных аппаратов. Издание ВВИА им. Н. Е. Жуковского, 1961. 164 с.
- Селезнёв В. П. Навигационные устройства. Оборонгиз. 1961. — 615 с. Под редакцией В. А. Боднера.
- Селезнёв В. П. Аэрологическое и метеорологическое обеспечение полетов. Издание ВВИА им. Н. Е. Жуковского, 1964. 172 с.
- Селезнёв В. П. Основы космической навигации. Издание ВВИА им. Н. Е. Жуковского, 1965. 474 с.
- Кирст М. А., Селезнёв В. П. Системы навигации космических летательных аппаратов. М.: Воениздат, 1965. 208 с.
- Селезнёв В. П. Навигационные устройства. Машиностроение. 1974. — 600 с.
- Михлин Б. С., Селезнёв А. В., Селезнёв В. П. Геомагнитная навигация. М.: Машиностроение, 1976. 279 с.
- Селезнёв В. П., Селезнёва Н. В. Навигационная бионика. Машиностроение. 1987. — 255 с.
- Дёмин В. Н., Селезнёв В. П. Мироздание постигая. М. Молодая гвардия. 1989.
- Дёмин В. Н., Селезнёв В. П. К звёздам быстрее света. Русский космизм вчера, сегодня, завтра — М.: Академия космонавтики им. К. Э. Циолковского, 1993. — 429 с.
- Дёмин В. Н., Селезнёв В. П. Загадки света и гравитации. — М.: Либриком, 2010. — 206 с. — ISBN 978-5-397-01315-4
- Селезнёв В. П. Метеорологическое обеспечение полетов. Изд.2, испр. Либриком. 2010. 192 с.
- Селезнёв В. П. Основы космической навигации. Изд.2. Либриком. 2011.